# Étangs du Patriarche

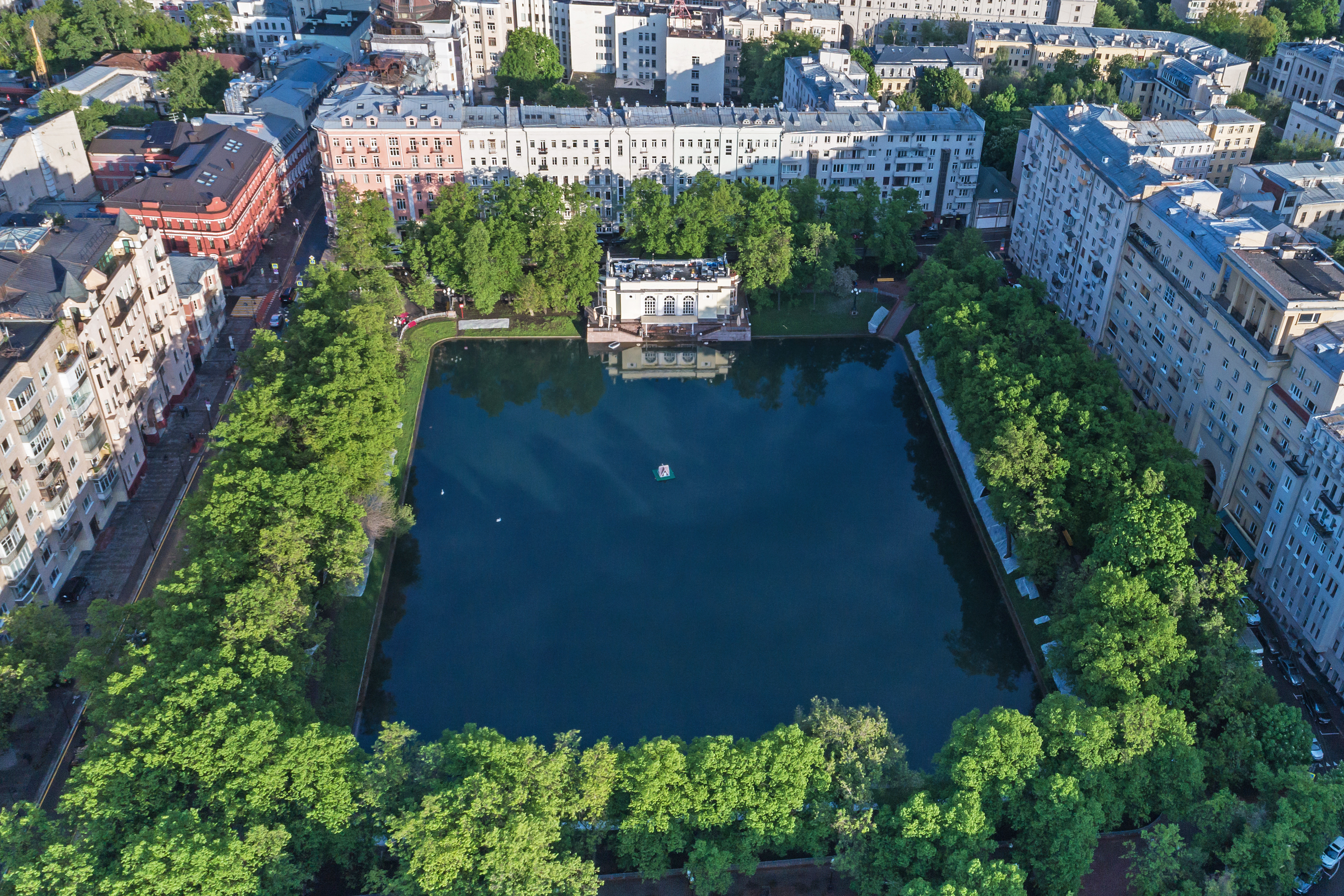
L'étang du Patriarche.

Les Étangs du Patriarche (en russe Патриаршие пруды, transcrit par « Patriarchiyé proudy », plus familièrement Патрики soit « Patriki ») sont l'appellation courante, mais non officielle, d'un quartier au nord-ouest du  centre de Moscou inclus dans le district de Presnenski. Il comporte un petit parc aménagé autour d'une pièce d'eau nommée (au singulier) l'étang du Patriarche.
Lieu de promenade très apprécié des Moscovites, ce jardin public a acquis une renommée mondiale grâce au roman Le Maître et Marguerite de Mikhaïl Boulgakov, les scènes décisives du début du récit se déroulant au bord de ce plan d'eau.

## Histoire
L'origine de ce lieu-dit est une sloboda créée par le patriarche de Moscou Hermogène au début du XVIIe siècle dans une zone marécageuse où étaient élevées des chèvres. Vers la fin du même siècle le patriarche Ioakim fit aménager trois étangs, drainés par un ruisseau menant à la rivière Presnia, afin de produire du poisson.
Ces installations furent plus tard laissés à l'abandon, mais au début du XIXe siècle, lors de la reconstruction consécutive à l'incendie de Moscou, la zone fut bientôt rattrapée par l'expansion de la ville. Deux des étangs furent comblés, et le troisième aménagé en pièce d'eau d'agrément entourée de verdure. L'habitude a toutefois été conservée de désigner le quartier les Étangs, au pluriel. L'odonymie du quartier garde des traces de la situation antérieure, avec par exemple Triokhproudny pereoulok, « passage des Trois-Étangs ».
Autour de 1900, le quartier devient un des plus hautement cotés de Moscou, avec la construction d'immeubles de rapport, notamment autour du jardin, destinés à la bourgeoisie. Le régime soviétique les convertit en blocs d'habitations à appartements partagés, et de nombreux bâtiments, faute d'entretien, tombent dans un triste état.
À la fin du XXe siècle, les Étangs du Patriarche redeviennent parmi les adresses les plus recherchées et les plus coûteuses à Moscou, vu la proximité du centre d'animation de la rue Tverskaïa et le romantisme particulier qui s'attache au parc et à son plan d'eau.

## L'étang et son parc
Le parc couvre environ deux hectares, dont la moitié occupée par l'étang, d'une profondeur d'environ deux mètres. Il constitue une sorte d'oasis au cœur du quartier. L'étang sert de patinoire l'hiver. La station de métro la plus proche est Maïakovskaia.
L'étang du Patriarche est devenu un lieu de pèlerinage littéraire pour les admirateurs de Mikhaïl Boulgakov, qui viennent du monde entier visiter l'allée le long de la rue Malaïa Bronnaïa où débute le roman Le Maître et Marguerite, et où Satan commence à commettre les diableries qui vont jeter un chaos burlesque au cœur de la dictature stalinienne.   
En 1924, dans le cadre de la politique soviétique de déchristianisation forcée, le plan d'eau est rebaptisé étang des Pionniers (un nom que Boulgakov ignore ostensiblement dans son roman). Il a retrouvé son nom traditionnel en 1992, après l'effondrement du régime communiste.